# Буянт (сомон)
Буянт (монг. Буянт) – сомон Баян-Улгийського аймаку Монголії. Територія 1,7 тис кв км, населення 3,4 тис. Центр Буянт розташований на відстані 110 км. від міста Улгий, та на відстані 1700 км від Улан-Батора. Школа, лікарня, торговельно-культурні центри.

## Рельєф
Гори Алмайського хребта (до 3900 м) Буянт, Хух сайр, Асгат. Річка Сагсай.

## Клімат
Клімат різкоконтинентальний. Середня температура січня -24 градуси, липня + 14 градусів, щорічна норма опадів 320 мм.

## Корисні копалини
Запаси залізної руди, вольфраму.

## Фауна та флора
Рідкі листяні ліси. Водяться муфлони, зайці, сніжні барси, вовки, рисі, орли, куріпки.

## Адміністративні межі
Буянт межує з сомонами Сагсай, Бугат, Толбо, Алтай..